# Sávvas Poursaïtídis
Sávvas Poursaïtídis (en grec moderne : Σάββας Πουρσαϊτίδης), né le 23 juin 1976 à Dráma en Grèce, est un footballeur international chypriote d'origine grecque, qui évoluait au poste de défenseur.

## Biographie

### Carrière d'entraineur
- oct. 2016-jan. 2017 :  Anagennisi Derynia
- jan. 2017-mars 2017 :  Doxa Katokopias
- oct. 2017-mai 2020 :  Nea Salamina Famagouste
- jan. 2021-août 2021 :  APOEL Nicosie
- jan. 2022-mai 2023 :  Nea Salamina Famagouste
- sep. 2024-nov. 2024 :  Volos FC
- depuis jan. 2025 :  Nea Salamina Famagouste